# Mihălășeni (Ocnița)
Mihălășeni è un comune della Moldavia situato nel distretto di Ocnița di 1.539 abitanti al censimento del 2004

## Località
Il comune è formato dall'insieme delle seguenti località (popolazione 2004):
- Mihălășeni (1.362 abitanti)
- Grinăuți (177 abitanti)